# Gouden Harp
Die Gouden Harp (deutsch Goldene Harfe) ist ein niederländischer Musikpreis, welcher an Menschen verliehen, die während ihrer Karriere einen besonderen Beitrag zur niederländischen Musik geleistet haben. Der Preis gilt als einer der wichtigsten Preise in den Niederlanden.
Der Preis wird von der Stiftung Buma Cultuur verliehen, die bis 2006 als Stichting Conamus firmierte. Die Abkürzung von COmité voor Nederlandse AMUSementsmuziek; deutsch etwa: „Committee für niederländische Unterhaltungsmusik“. Die Abkürzung Buma steht für „Bureau voor Muziek“.
Die Goldene Harfe wird jährlich von einer Jury vergeben und anfänglich am Jahresende an die Künstler danach im Frühjahr des Folgejahres übergeben. Neben der Goldenen Harfe wurde von 1969 bis 2011 auch die Zilveren Harp (de: Silberne Harfe) für Nachwuchstalente vergeben.
Die Übergabe der Preise erfolgte im ursprünglich Rahmen der sogenannten „Harpen-Gala“ und ab 2006 als Buma Awards. Seit 2014 wird die Gouden Harp nur noch an einen Preisträger vergeben, dafür wurden zusätzlich der Lennaert Nijgh Prijs und der Lifetime Achievment Award eingeführt.

## Preisträger

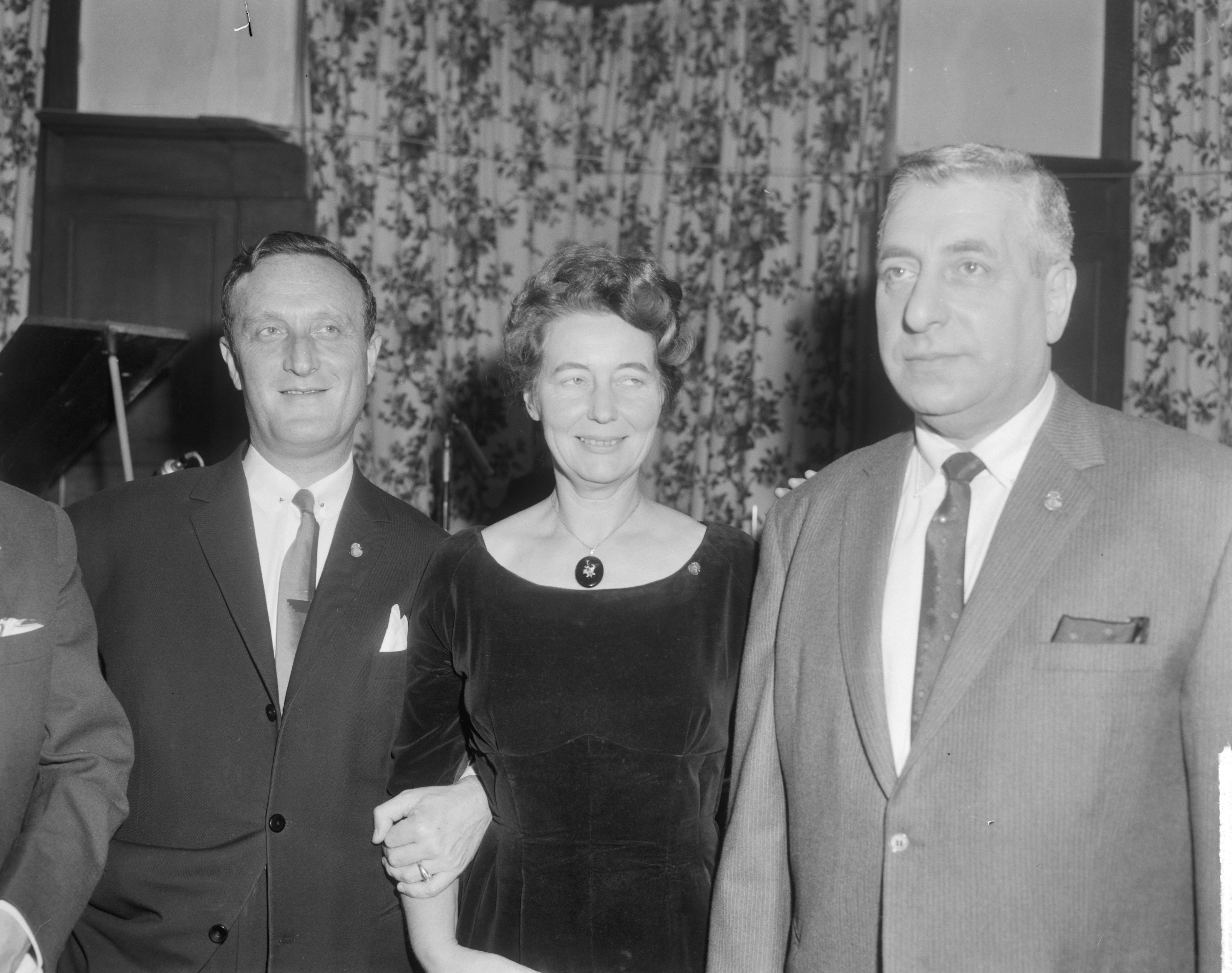
Preisverleihung 7. Dezember 1964 im Schloss Hooge Vuursche in Baarn: v. l. n. r. Lex van Weeren, Rine Geveke und Max van Praag

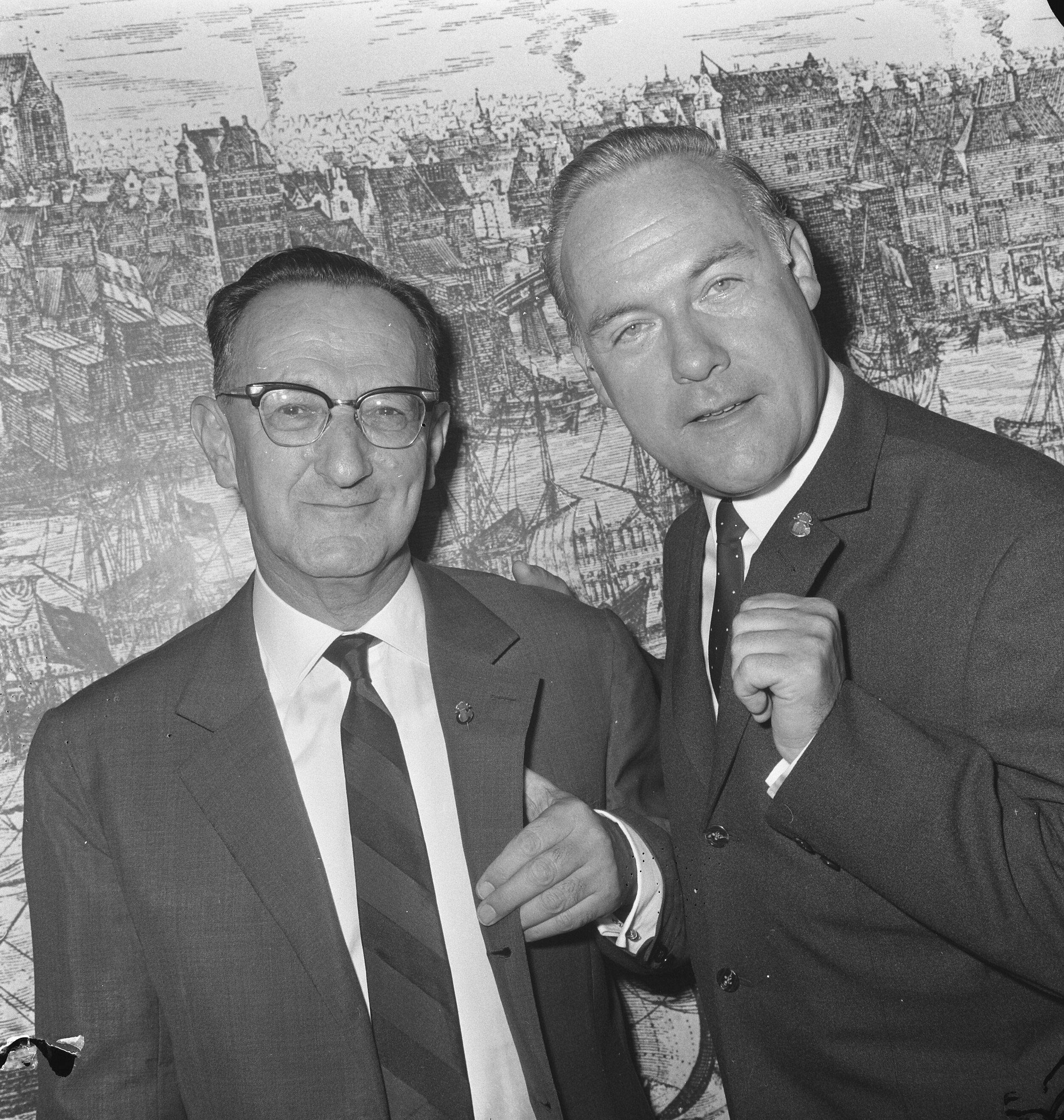
Preisverleihung 20. September 1965 in Amsterdam: v. l. n. r. Benedict Silberman, Eddie Christiani

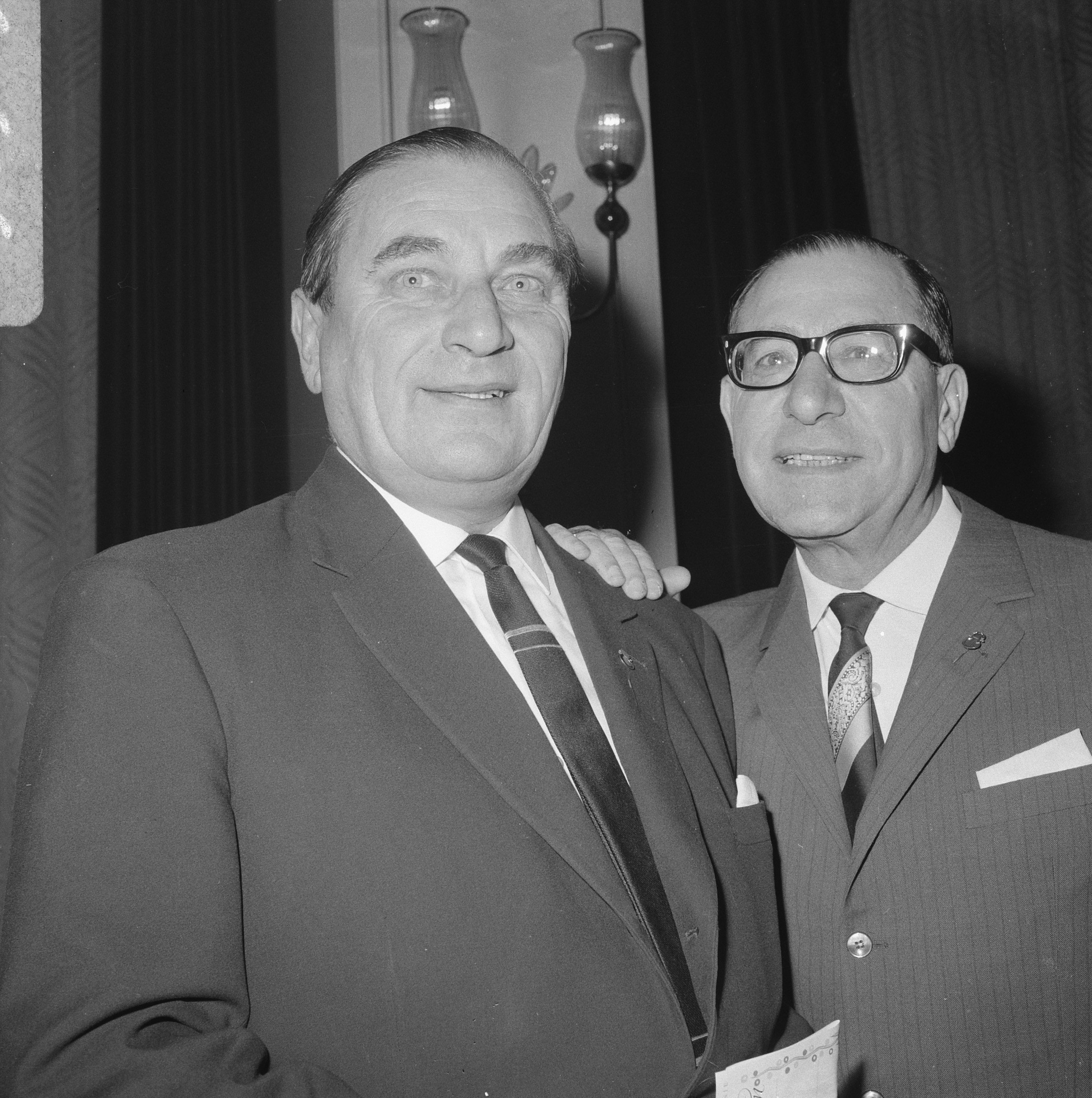
Preisverleihung 17. Oktober 1966 in Amsterdam: v. l. n. r. Arie Maasland, Bob Scholte

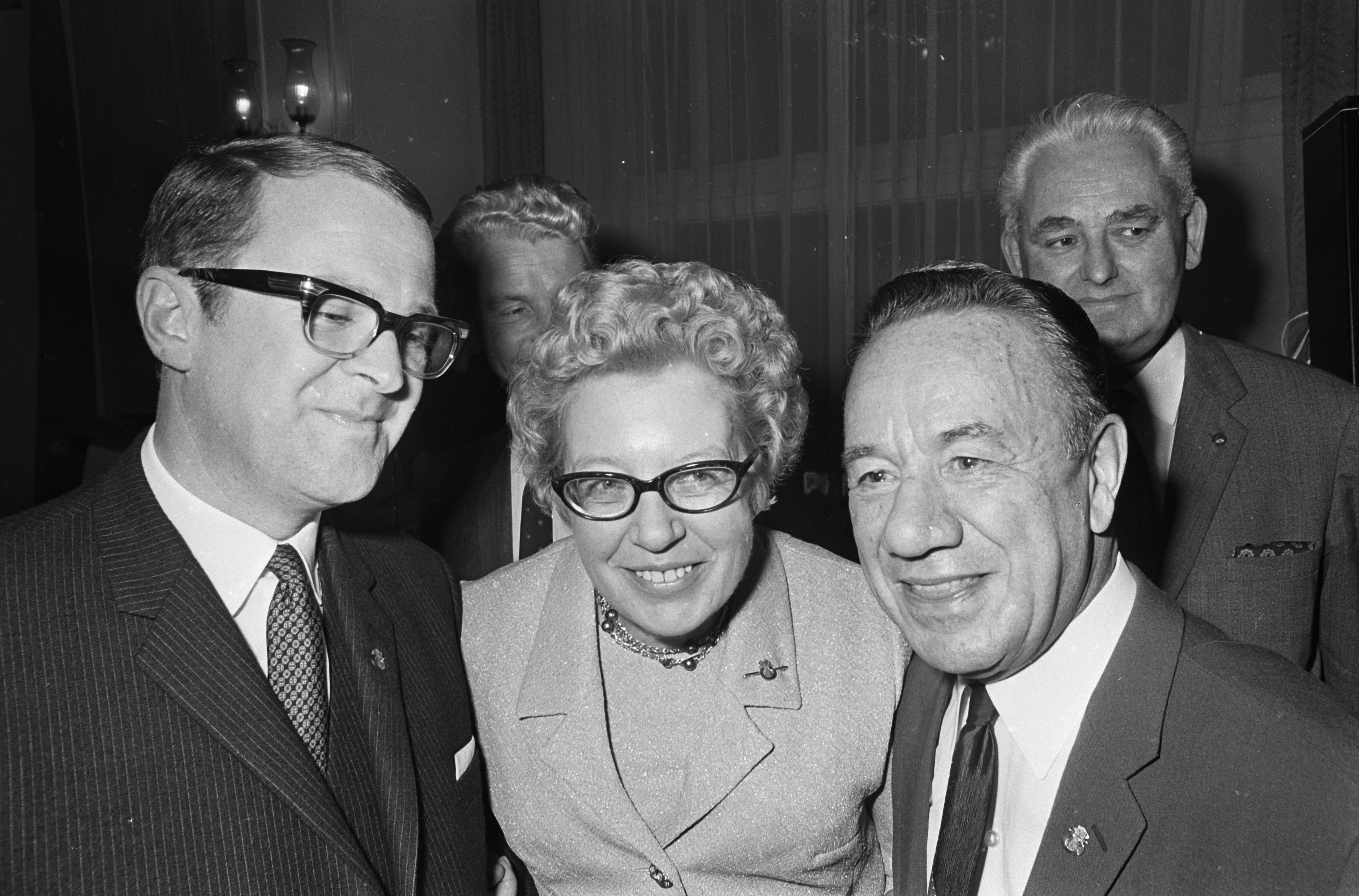
Preisverleihung 16. Oktober 1967 in Amsterdam: v. l. n. r. Harry Bannik, Annie M.G. Schmidt, Joop de Leur

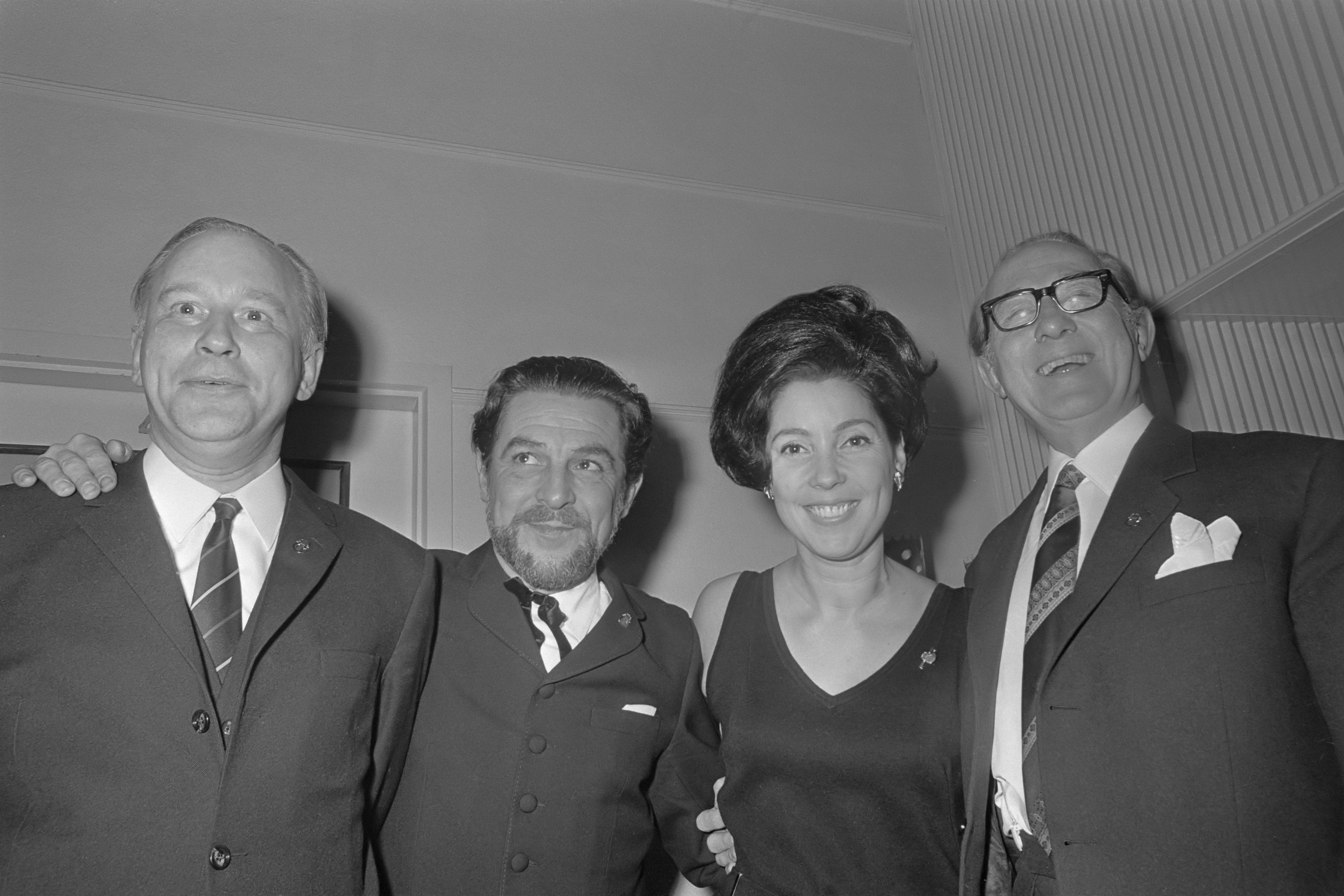
Preisverleihung 18. November 1968 in Amsterdam: v. l. n. r. Michel van der Plas, Wim Ibo, Corry Brokken, Herman Tholen

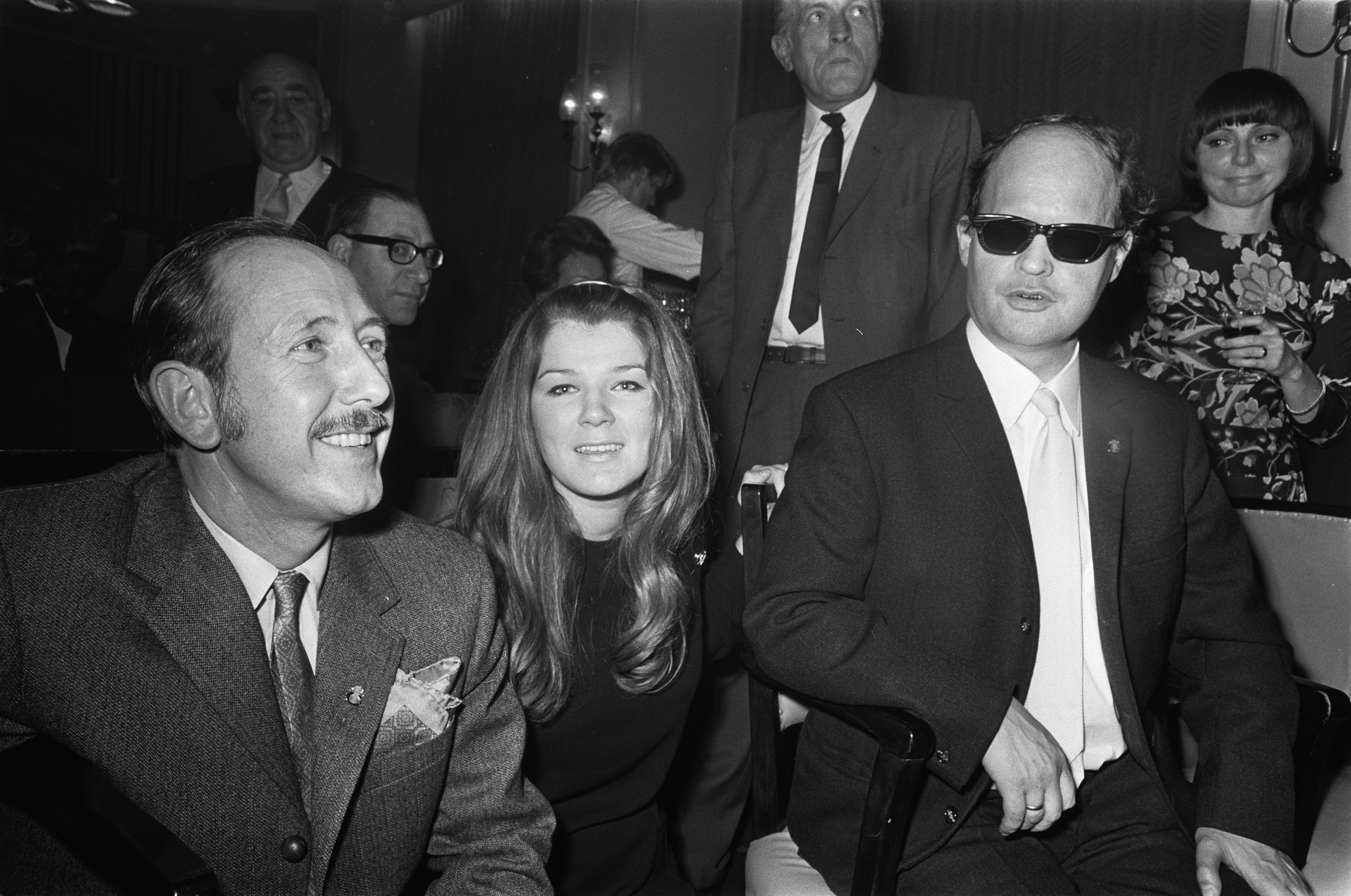
Preisverleihung 10. November 1969 in Amsterdam: v. l. n. r. Harry de Groot, Lenny Kuhr (Zilveren Harp), Jules de Corte

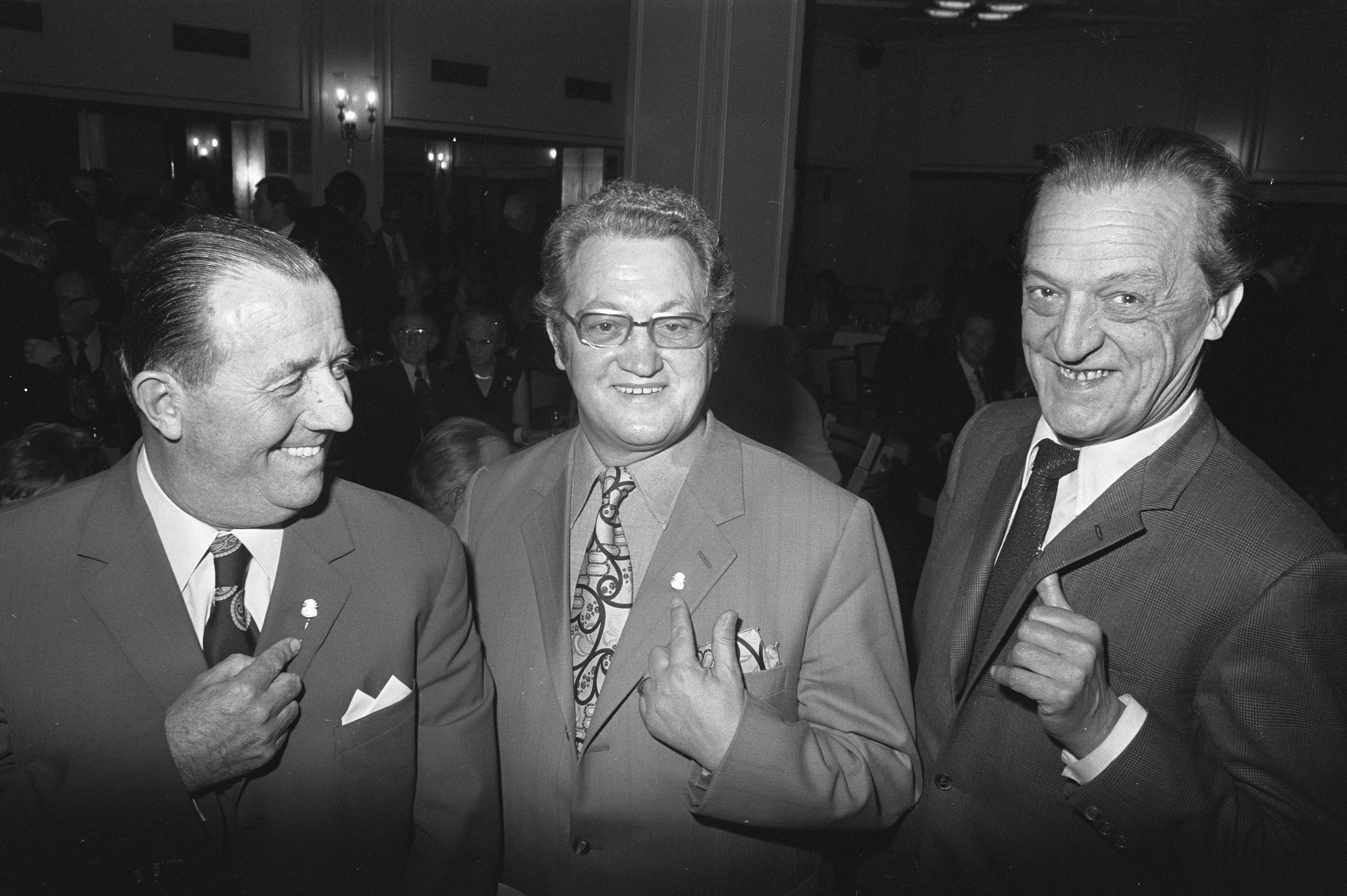
Preisverleihung 13. November 1972 in Amsterdam: v. l. n. r. Nico Boer, Johnny Jordaan, Cor Lemaire

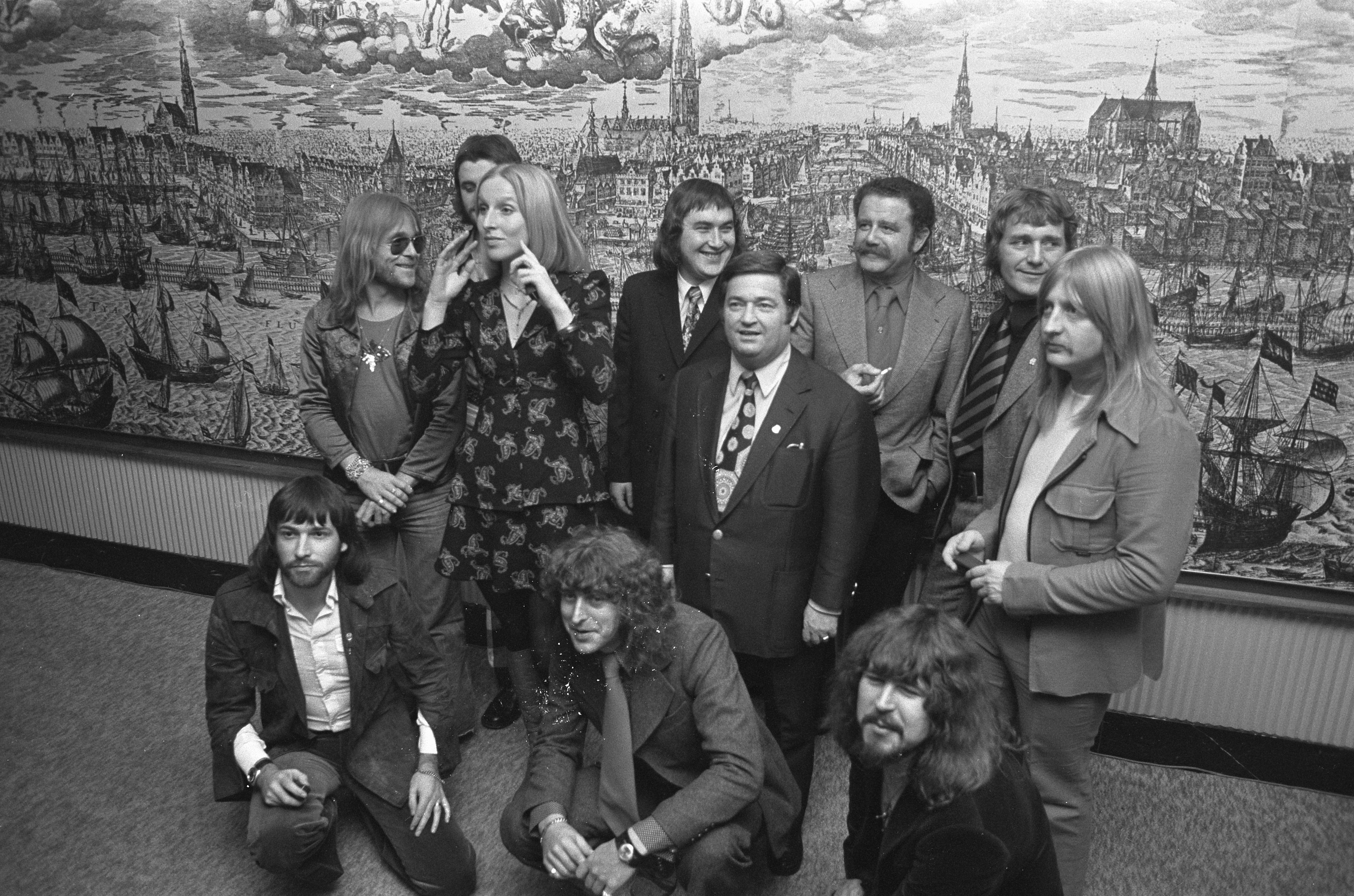
Preisverleihung 12. November 1973 in Amsterdam: vorne: Cees Vermann, Boudewijn de Groot, Theo Cluver; v. l. n. r. Arnold Mühren, Peet Keiser (verdeckt), Alma Netten, Jaap Schilder, Willy Alberti, Eli Asser, Henk Elsink, Peet Vermann

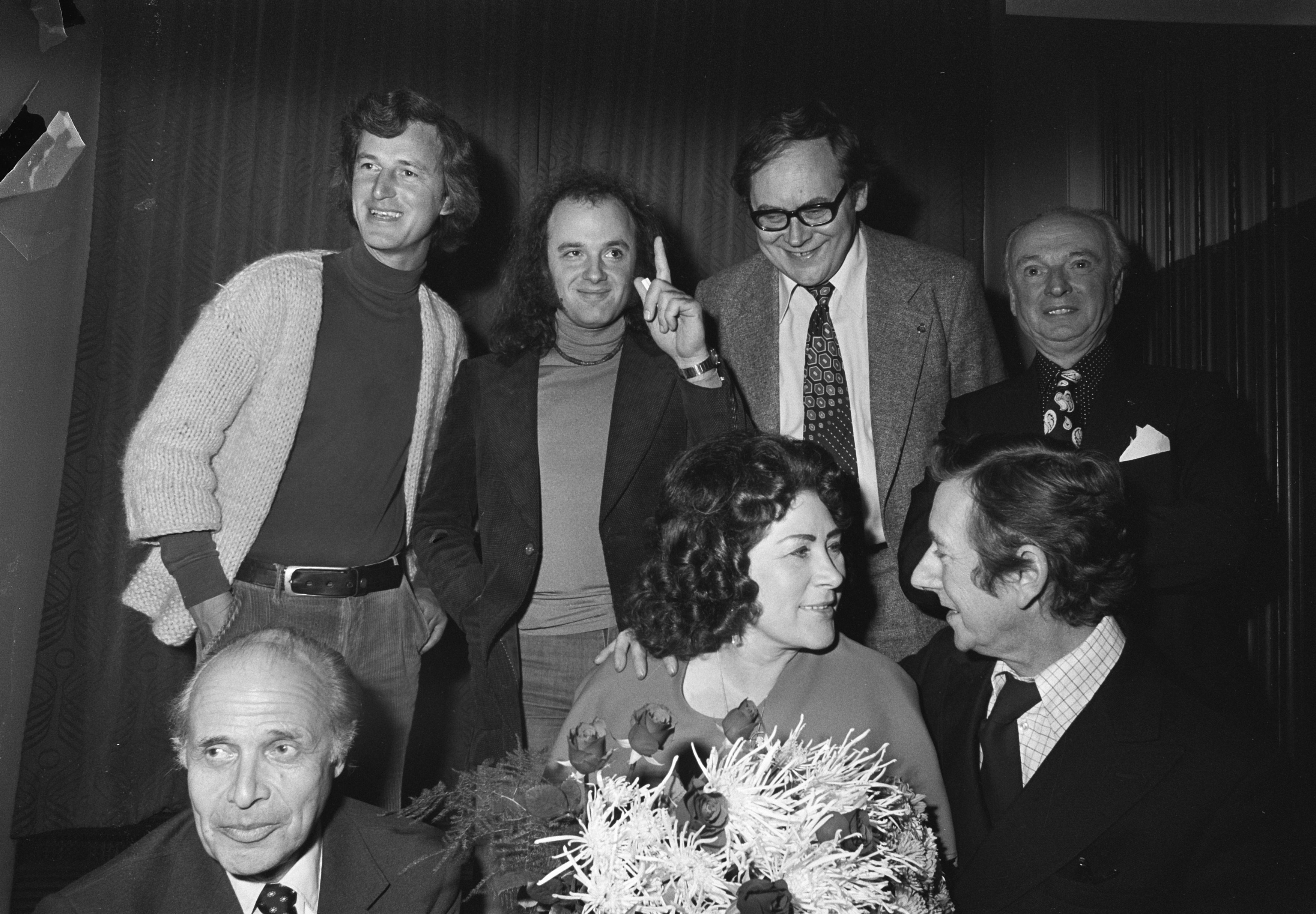
Preisverleihung 27. Oktober 1975 in Amsterdam: v. l. n. r. Ruud Jacobs, Thijs van Leer, Gerrit den Braber, Han Dunk. Vorne: Johnny Hoes, Zangeres zonder Naam (Mary Servaes-Bey), Albert Mol

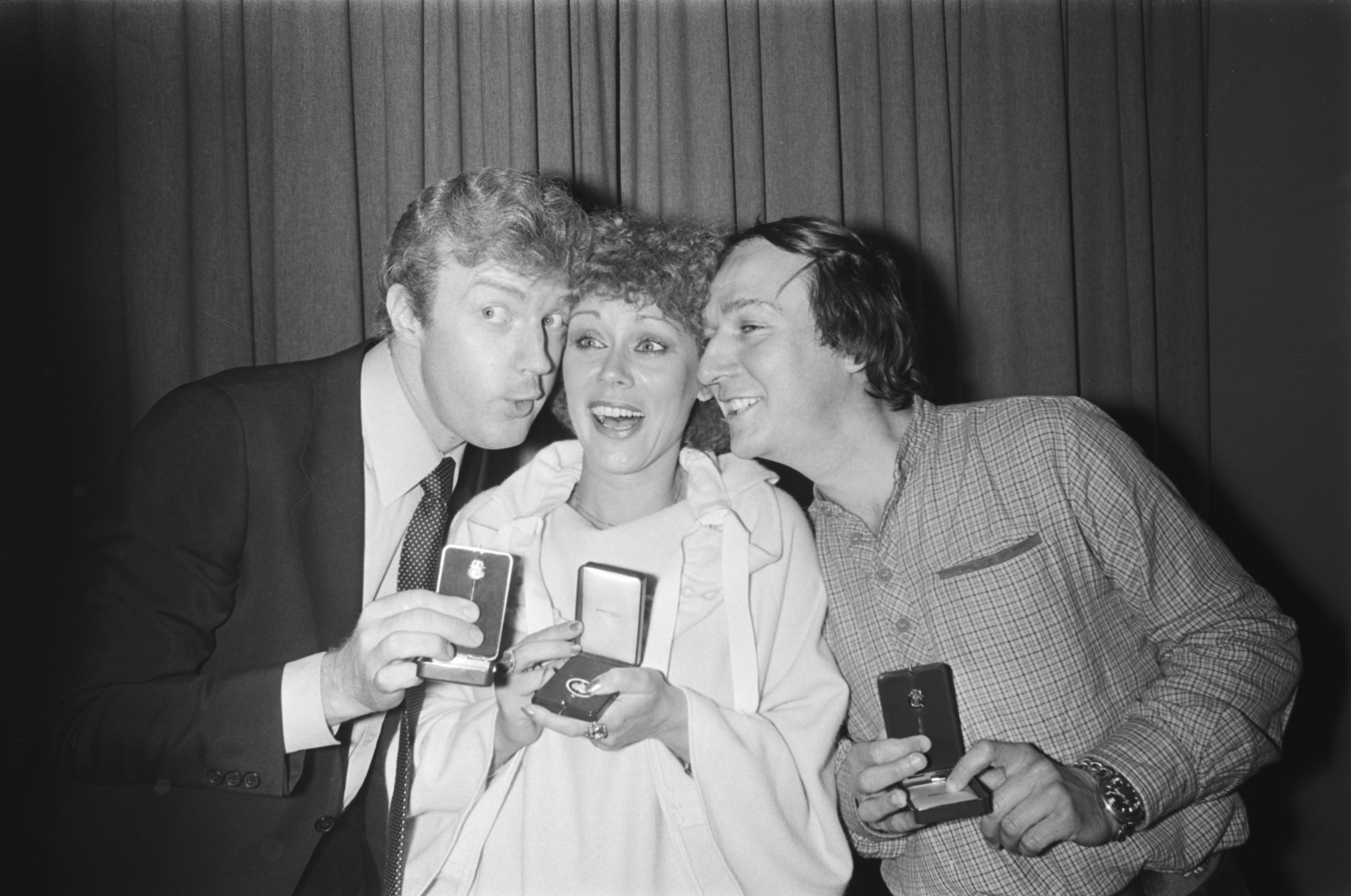
Preisverleihung 17. Oktober 1977 in Amsterdam: v. l. n. r. André van Duin, Connie Vandenbosch, Peter Koelewijn

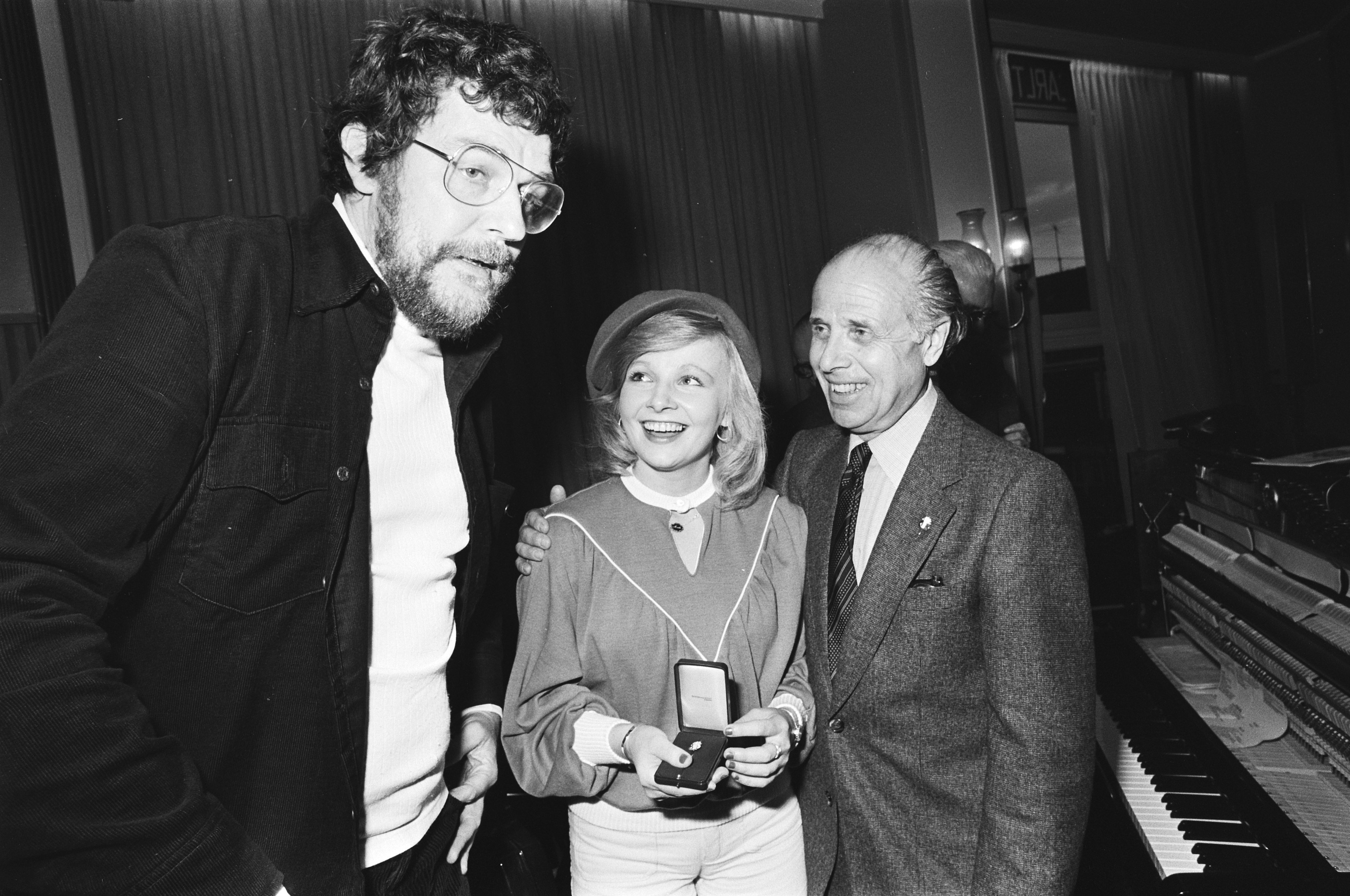
Preisverleihung 16. Oktober 1978 in Amsterdam: v. l. n. r. Harrie Geelen, Mieke und Henry Mildenberg

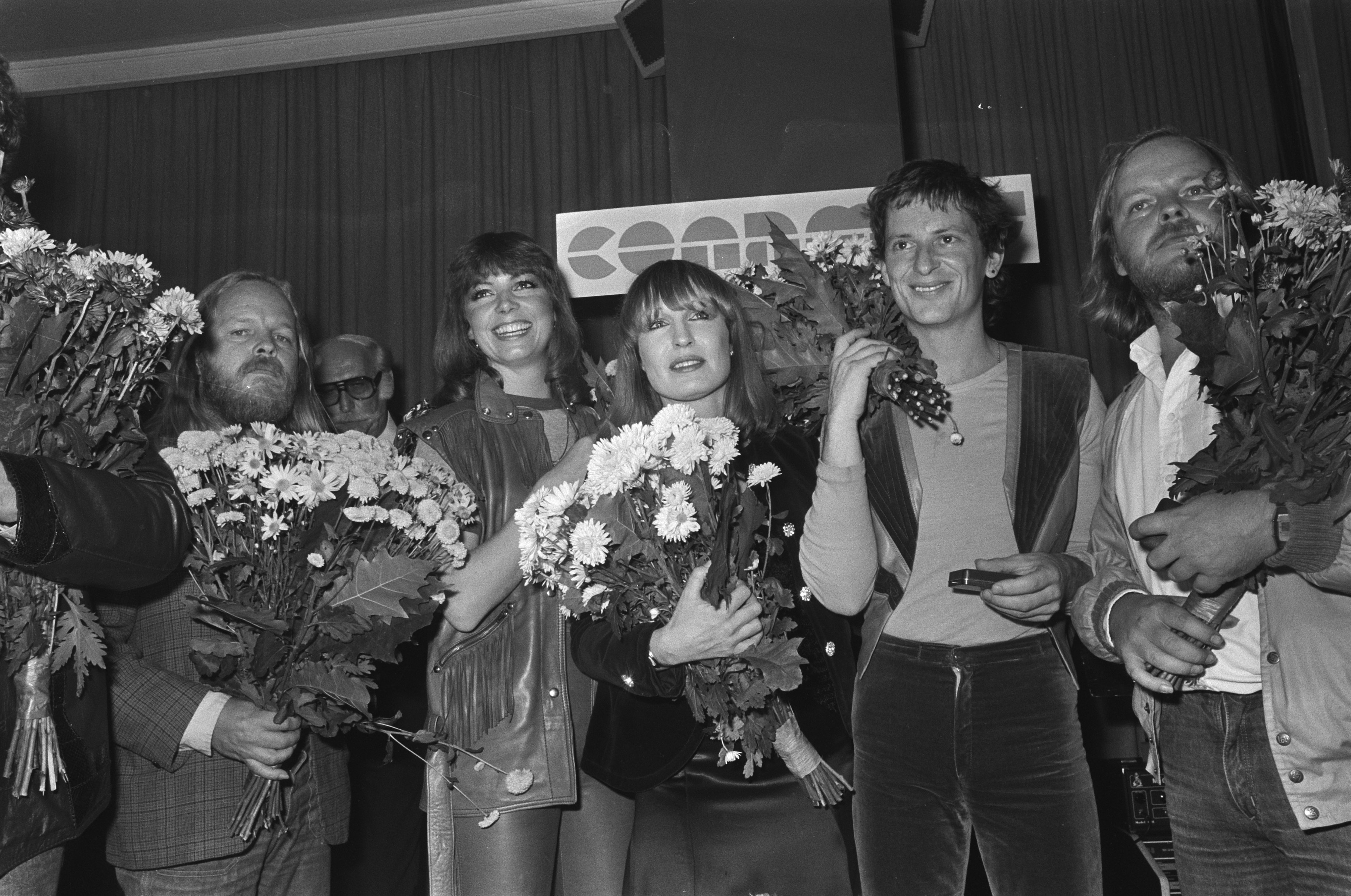
Preisverleihung 27. Oktober 1980 in Amsterdam: Earth and Fire: Zwillinge Gerard und Chris Koerts, dazwischen v. l. n. r. Jerney Kaagman, Liesbeth List, Ramses Shaffy

| Preisträger der Gouden Harp | Preisträger der Gouden Harp                                                                      | Preisträger der Gouden Harp | Preisträger der Gouden Harp  |
| --------------------------- | ------------------------------------------------------------------------------------------------ | --------------------------- | ---------------------------- |
| Jahr                        | Preisträger                                                                                      | Preisverleihung             | Ort                          |
| 1962                        | Ferry van Delden Hugo de Groot                                                                   |                             |                              |
| 1964                        | Rine Geveke Max van Praag Lex van Weren Jack Bess (postum)                                       | 7. Dezember 1964            | Schloss Hooge Vuursche Baarn |
| 1965                        | Eddy Christiani Benedict Silberman                                                               | 20. September 1965          | Amsterdam                    |
| 1966                        | Malando (alias Arie Maasland) Bob Scholte                                                        | 17. Oktober 1966            | Amsterdam                    |
| 1967                        | Annie M.G. Schmidt Harry Bannink Joop de Leur                                                    | 16. Oktober 1967            | Amsterdam                    |
| 1968                        | Corry Brokken Wim Ibo Michel van der Plas Herman Tholen                                          | 18. November 1968           | Amsterdam                    |
| 1969                        | Conny Stuart Jules de Corte Harry de Groot Jack Millar Cor Smit                                  | 10. November 1969           | Amsterdam                    |
| 1970                        | Jack Bulterman Pieter Goemans Robbie van Leeuwen Lennaert Nijgh Jelle de Vries A.J.G. Strengholt |                             |                              |
| 1971                        | Jasperina de Jong Guus Vleugel Eli Asser Bert Paige Julius Susan                                 |                             |                              |
| 1972                        | Nico Boer Johnny Jordaan Cor Lemaire Marinus van ‘t Woud Willy van Hemert                        | 13. November 1972           | Amsterdam                    |
| 1973                        | Willy Alberti The Cats Henk Elsink Boudewijn de Groot                                            | 12. November 1973           | Amsterdam                    |
| 1974                        | Hans van Hemert Joop Stokkermans Paul van Vliet Rolf ten Kate                                    |                             |                              |
| 1975                        | Han Dunk Gerrit den Braber Rogier van Otterloo Zangeres Zonder Naam (alias Mary Servaes-Bey)     | 27. Oktober 1975            | Amsterdam                    |
| 1976                        | Adèle Bloemendaal George Baker Selection Herman van Veen                                         |                             |                              |
| 1977                        | Conny Vandenbos André van Duin Peter Koelewijn                                                   | 17. Oktober 1977            | Amsterdam                    |
| 1978                        | Harrie Geelen Pierre Kartner Henry Mildenberg                                                    | 16. Oktober 1978            | Amsterdam                    |
| 1979                        | Willem Duys Toon Hermans The Ramblers Gerard van Krevelen                                        |                             |                              |
| 1980                        | Earth & Fire Ramses Shaffy                                                                       | 27. Oktober 1980            | Amsterdam                    |
| 1981                        | Willeke Alberti Tonny Eyk Willem van Kooten                                                      |                             |                              |
| 1982                        | Ruud Bos BZN Rob de Nijs                                                                         |                             |                              |
| 1983                        | Flory Anstadt (Kinderen voor Kinderen) Golden Earring Johnny Hoes Laurens van Rooyen             |                             |                              |
| 1984                        | Jaap Eggermont Robert Long                                                                       |                             |                              |
| 1985                        | Martine Bijl Ivo de Wijs Gerard Stellaard                                                        |                             |                              |
| 1986                        | Bolland & Bolland Seth Gaaikema Herman Stok Pi Veriss                                            |                             |                              |
| 1987                        | Jos Brink Mieke Telkamp Hans Vermeulen Willem Wilmink                                            |                             |                              |
| 1988                        | Annie de Reuver Flairck Herman Brood                                                             |                             |                              |
| 1989                        | Gerard Cox The Nits Henk Temming & Henk Westbroek Harry van Hoof                                 |                             |                              |
| 1990                        | Corry Konings Erik van der Wurff Jan Boerstoel Frank Boeijen                                     |                             |                              |
| 1991                        | Drs. P (Heinz Polzer) Margriet Eshuijs                                                           |                             |                              |
| 1992                        | Jenny Arean Anita Meyer Normaal Hans van Eijck                                                   |                             |                              |
| 1993                        | Peter van Asten De Dijk Joop van den Ende                                                        |                             |                              |
| 1994                        | Jurre Haanstra André Hazes Karin Bloemen René Froger                                             |                             |                              |
| 1995                        | Paul de Leeuw Benny Neyman Metropole Orkest Henny Vrienten                                       |                             |                              |
| 1996                        | Youp van 't Hek Ruth Jacott John de Mol sen. The Scene Cor Bakker                                |                             |                              |
| 1997                        | Jochem Fluitsma & Eric van Tijn Freek de Jonge Liesbeth List Mathilde Santing                    |                             |                              |
| 1998                        | Roy Beltman Marco Borsato John Ewbank Willem Nijholt Rowwen Hèze                                 |                             |                              |
| 1999                        | Eddy de Clercq Fay Lovsky Stef Bos Riny Schreijenberg Emile Hartkamp                             |                             |                              |
| 2000                        | Stef Bos Simone Kleinsma                                                                         |                             |                              |
| 2001                        | De Kast Belinda Meuldijk                                                                         |                             |                              |
| 2002                        | Anouk Acda & De Munnik BLØF                                                                      |                             |                              |
| 2003                        | Frans Bauer Hans Dorrestijn Trijntje Oosterhuis                                                  |                             |                              |
| 2004                        | Jan Akkerman Lenette van Dongen Friso Wiegersma                                                  |                             |                              |
| 2005                        | Brigitte Kaandorp Guus Meeuwis Ferry Maat                                                        |                             |                              |
| 2006                        | Louis van Dijk Herman Finkers Harry Muskee Willem van Beusekom (postum)                          |                             |                              |
| 2007                        | Ilse DeLange Candy Dulfer DJ Tiësto                                                              |                             |                              |
| 2008                        | Krezip Gerard van Maasakkers Jan Smit Within Temptation                                          |                             |                              |
| 2009                        | Armin van Buuren Jaap Buijs Wende Snijders                                                       |                             |                              |
| 2010                        | Nick & Simon Tony Berk VanVelzen Kane                                                            |                             |                              |
| 2011                        | Racoon De Jeugd van Tegenwoordig Giorgio Tuinfort                                                |                             |                              |
| 2014                        | John de Mol sen.                                                                                 |                             |                              |
| 2015                        | Daniël Dekker                                                                                    |                             |                              |
| 2016                        | Duncan Stutterheim                                                                               |                             |                              |
| 2017                        | Frits Spits                                                                                      |                             |                              |
| 2018                        | Edwin Evers                                                                                      |                             |                              |
| 2019                        | Leon Ramakers                                                                                    |                             |                              |
| 2020                        | Ben Liebrand                                                                                     |                             |                              |
| 2021                        | Van Dik Hout                                                                                     |                             |                              |
| 2022                        | Anna Knaup                                                                                       |                             |                              |
| 2023                        | Paul Elstak                                                                                      |                             |                              |
| 2024                        | Lex Harding                                                                                      |                             |                              |